# Penn FC
El Penn FC, conocido como los Harrisburg City Islanders de 2004 a 2017, es un club de fútbol de Estados Unidos de la ciudad de Harrisburg en el estado de Pensilvania. Fue fundado en 2004 y jugará en la USL league One en la temporada 2020, tercera liga más importante del Sistema de ligas de fútbol de los Estados Unidos.

## Uniforme
- Uniforme titular: Camiseta azul, pantalón azul, medias azules.
- Uniforme alternativo: Camiseta blanca, pantalón azul, medias blancas.

## Palmarés

### Torneos nacionales
- USL Second Division (1): 2007.